# Bombylius boharti
Bombylius boharti är en tvåvingeart som beskrevs av Neal L. Evenhuis 1984. Bombylius boharti ingår i släktet Bombylius och familjen svävflugor. Inga underarter finns listade i Catalogue of Life.